# SN 1998bl
SN 1998bl – supernowa odkryta 22 marca 1998 roku w galaktyce A134936+0157. W momencie odkrycia miała maksymalną jasność 23,20m.